# Street of Missing Men
Street of Missing Men (no Brasil, A Rua dos Homens Perdidos) é um filme de drama dos Estados Unidos de 1939 dirigido por Sidney Salkow.

## Elenco
- Charles Bickford ... Cash Darwin
- Harry Carey ... Charles Putnam
- Tommy Ryan ... Tommy Blake
- Guinn 'Big Boy' Williams ... T-Bone
- Ralph Graves ... Mike Reardon
- Nana Bryant ... Mrs. Putnam
- Mabel Todd ... Dovie
- Regis Toomey ... Jim Parker